# Manzana de la discordia

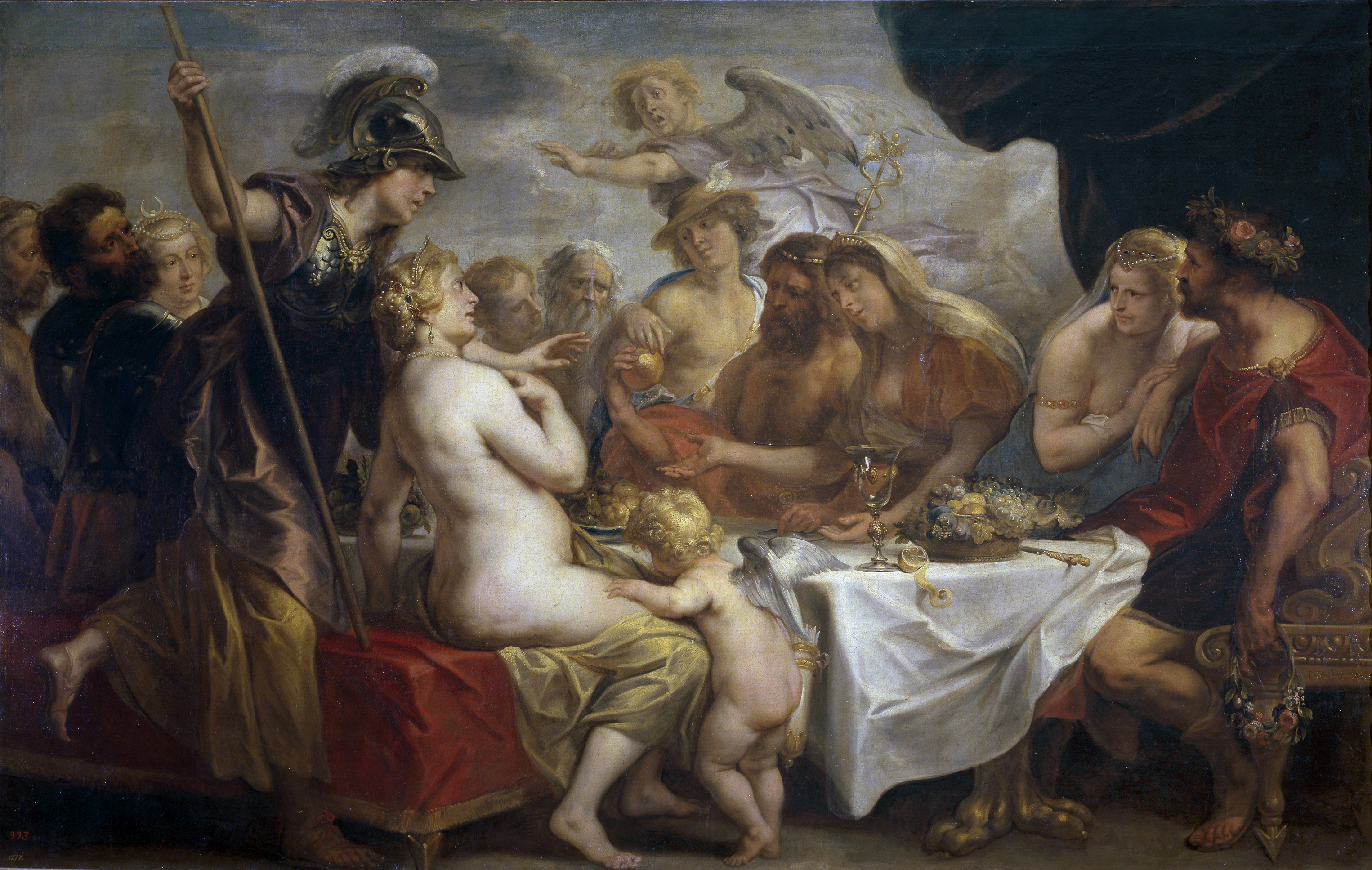
Óleo en lienzo en el que se representa a Eris ofreciendo la manzana de la discordia en la boda de Tetis y Peleo. Pintura de Jacob Jordaens. 1633. Museo del Prado.

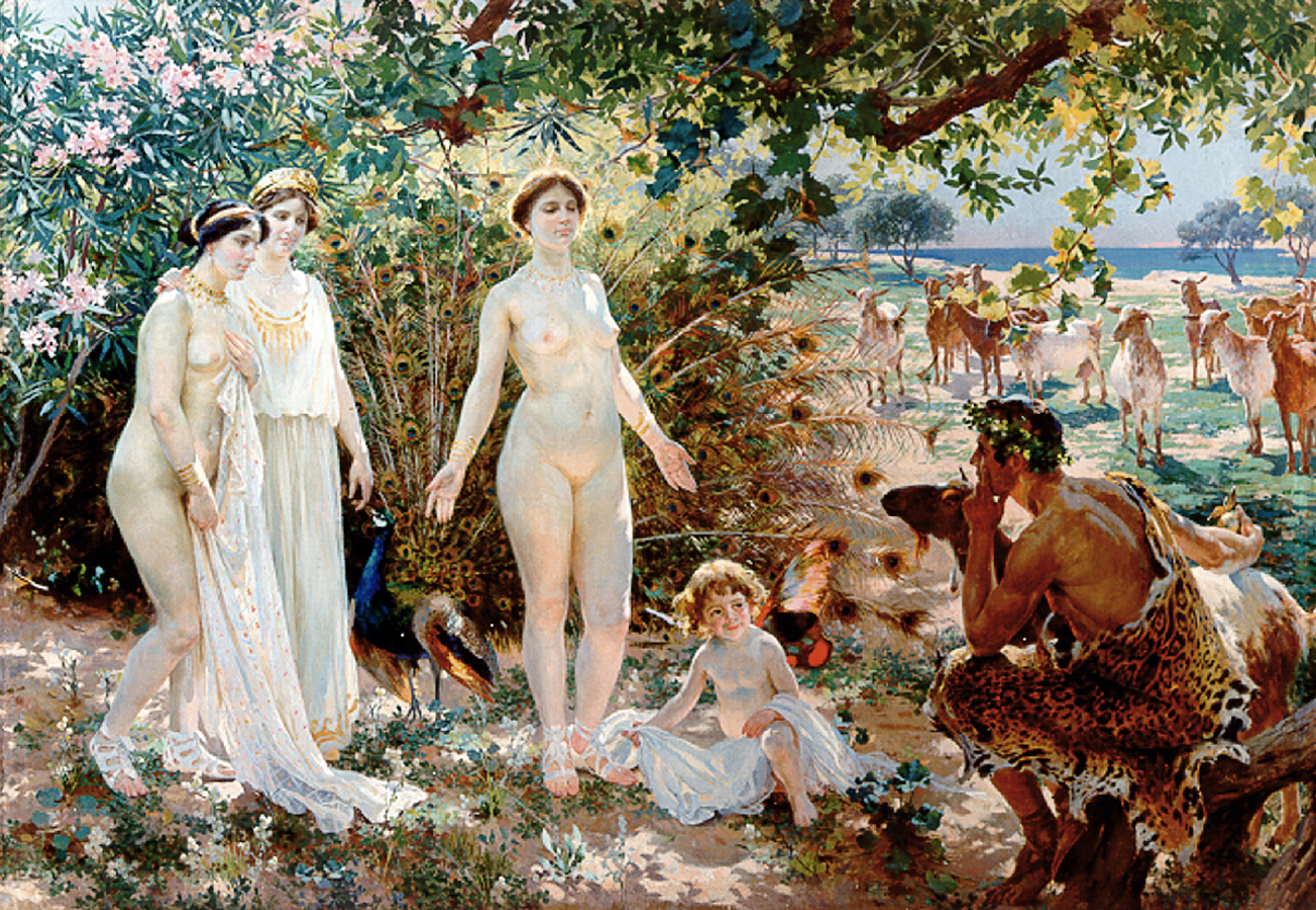
El Juicio de Paris de Enrique Simonet, 1904. Paris sujeta la manzana dorada en su mano derecha mientras observa a las diosas meditativo.

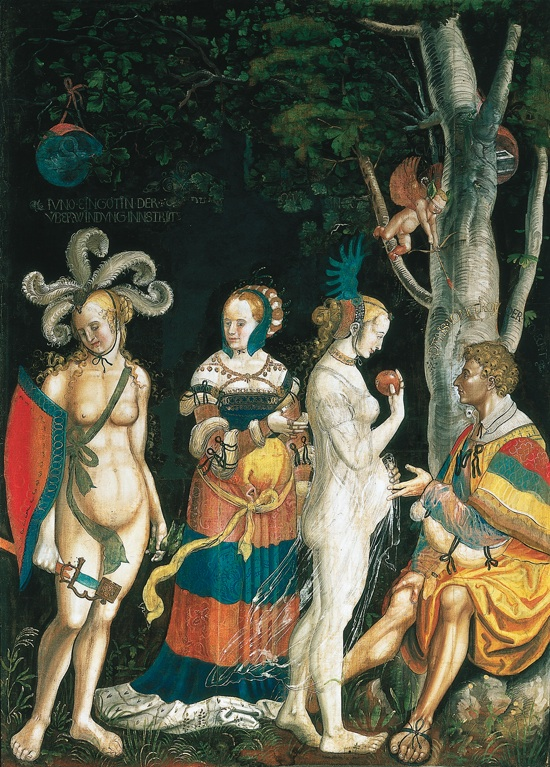
El juicio de Paris, de Niklaus Manuel, Museo de Arte de Basilea (c. 1516-1528). Afrodita, vestida con un velo transparente, lleva la manzana en la mano.

La «manzana de la discordia» (μῆλον τῆς Ἔριδος) es una referencia a la manzana dorada de la discordia que, según la mitología griega, la diosa Eris (Ἔρις, «discordia») arrojó con la inscripción «ἡ καλὴ λαβέτω» o «τῇ καλλίστῃ» («para la más bella») en plena boda de Peleo y Tetis, a la que no había sido invitada, con la intención, que consiguió, de encender una disputa entre Hera, Atenea y Afrodita que terminaría llevando a la guerra de Troya (para la historia completa, véase «Juicio de Paris»).
Así, la «manzana de la discordia» se convirtió en el eufemismo para el centro, núcleo o quid de una discusión, o para denominar a un asunto aparentemente menor que podía conducir a una gran y violenta división de opiniones. Además, en alemán y neerlandés esta expresión se usa coloquialmente muy a menudo, literalmente en neerlandés (Twistappel) y como ‘manzana de la riña’ (Zankapfel) en alemán.

## Mitología
La historia nos la cuenta Luciano, el autor del que proviene el relato ortodoxo de Eris y la manzana. Dice que Tetis y Peleo se habían marchado a la cama acompañados por Anfitrite y Poseidón. Eris, entre tanto, sin que nadie se diera cuenta —pudo hacerlo con facilidad pues unos bebían y otros aplaudían con la atención puesta en Apolo, que tocaba la cítara o en las Musas, que cantaban— lanzó en medio de los asistentes una manzana preciosa, toda ella de oro, sobre cuya piel había escrito «Para la más hermosa (ἡ καλὴ λαβέτω)»; la manzana luego de dar unas cuantas vueltas fue a parar como aposta adonde estaban reclinadas Hera, Afrodita y Atenea. Y una vez que Hermes cogiéndola del suelo leyó la inscripción, las Nereidas quedaron calladas. Las tres diosas forcejearon entre sí y cada una se consideraba acreedora a la manzana. Y si Zeus no las hubiera separado, puede incluso que hubieran llegado a las manos. Pero él les dijo: «No voy a juzgar yo sobre este punto» —y eso que ellas lo consideraban idóneo para dictaminar—, marchad al Ida, a casa del hijo de Príamo que, como buen amante de la belleza, sabe dictaminar lo más hermoso y no emitiría un mal fallo.
En un intento por racionalizar el mito, Ptolomeo Queno escribió que, en lugar de una manzana, las tres diosas se disputaban quién obtendría a un hombre llamado Melo («manzana») como su sacerdote, y Paris decidió a favor de Afrodita.

## «Para la más bella» (Kallisti)

### Etimología
Kalliste es la palabra griega inscrita en la manzana dorada de la discordia por Eris, que significa ‘para la más bella’ o ‘para la más hermosa’. En griego antiguo, la palabra es καλλίστῃ, kallistē (iota suscrita) (el dativo singular del superlativo femenino de καλός, ‘bello’). En griego moderno es καλλίστη kallisti, y en latín pulcherrima o bien formosissima.

### Discordianismo
La palabra kallisti se ha convertido en el principal símbolo del discordianismo, una religión satírica moderna. En textos no filológicos (como los discordianos) la palabra suele deletrearse καλλιστι. La mayoría de las versiones de los Principia Discordia la deletrean καλλιχτι, lo que es incorrecto: en la edición de 1979 de Loompanics, Gregory Hill dice que se debió a que en la máquina de escribir IBM que usaba no todas las letras griegas coincidían con las latinas, y no sabía lo suficiente como para advertir el error.

### Otros usos
- Kallisti (Καλλίστη) es también un nombre antiguo de Santorini.